# Comuna Krasiv, Mîkolaiiv
Krasiv (în ucraineană Красів) este o comună în raionul Mîkolaiiv, regiunea Liov, Ucraina, formată din satele Krasiv (reședința) și Poleana.

## Demografie
Componența lingvistică a comunei Krasiv
     Ucraineană (99,76%)
     Alte limbi (0,24%)
Conform recensământului din 2001, majoritatea populației comunei Krasiv era vorbitoare de ucraineană (99,76%), existând în minoritate și vorbitori de alte limbi.